# Fontaine de Kolin
La fontaine de Kolin, appelée en allemand Kolinbrunnen ou Ochsenbrunnen, est une fontaine située dans la ville suisse de Zoug qui a donné son nom à une place de la ville.

## Statue
Elle est surmontée de la statue d’un banneret dont l’identification a pu donner lieu à diverses interprétations, mais dans lequel on voit généralement Wolfgang Kolin, le constructeur, au XVIe siècle, de l’auberge voisine à l’enseigne du bœuf (en allemand Ochsen), qui ferme cette place à l’est. D’où le nom de fontaine du bœuf (Ochsenbrunnen) parfois également donné à ce débit d’eau.

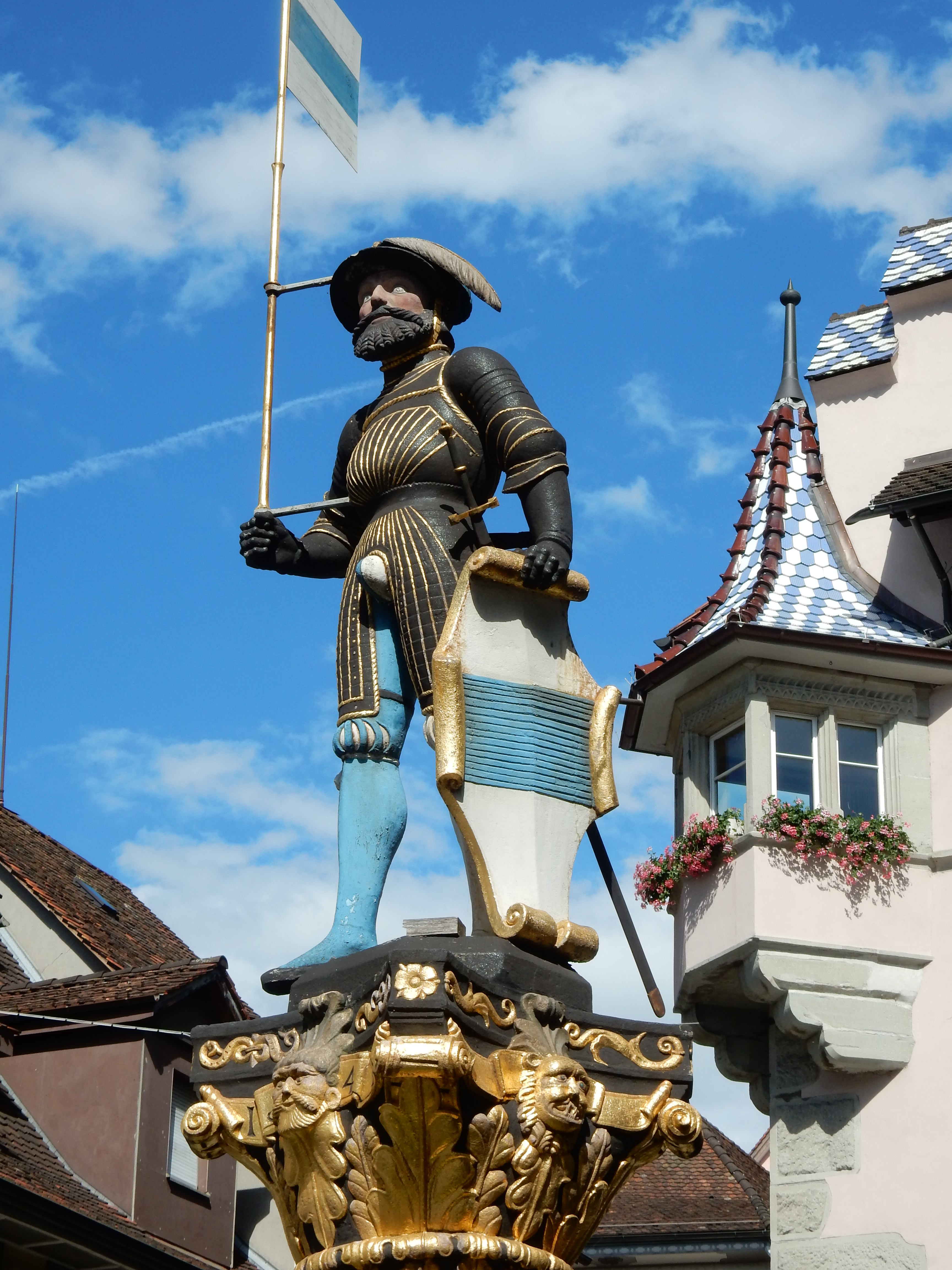

## Histoire
Très anciennement, la place était dite du Tilleul, et en 1540 les autorités de la ville décident d'y établir une fontaine. Celle-ci est installée en 1541, avec un bassin octogonal. Au centre, s’élève une colonne à chapiteau de feuillages, millésimé 1541, qui supporte la statue d’un banneret arborant l’écu et l’étendard de Zoug. L’ensemble a été rénové en 1747, la colonne renouvelée en 1891, la statue restaurée et repeinte à diverses reprises. Totalement rénovée en 1981, la fontaine est inscrite comme bien culturel d'importance régionale.